# Cantó de Guingamp
El cantó de Guingamp (bretó Kanton Gwengamp) és una divisió administrativa francesa situat al departament de Costes del Nord a la regió de Bretanya.

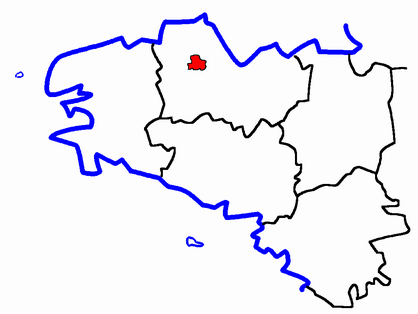
Situació del cantó

## Composició
El cantó aplega 8 comunes :
| Nom bretó    | Nom francès   | Nom gal·ló |
| Koadoud      | Coadout       | ---        |
| Gras         | Grâces        | ---        |
| Gwengamp     | Guingamp      | ---        |
| Mousteruz    | Moustéru      | ---        |
| Pabu         | Pabu          | ---        |
| Plouizi      | Plouisy       | ---        |
| Plouvagor    | Ploumagoar    | ---        |
| Sant-Eganton | Saint-Agathon | ---        |

## Història
| Data d'elecció                           | Identitat        | Partit | Qualitat            |
| ---------------------------------------- | ---------------- | ------ | ------------------- |
| 2001-2005                                | Josette Horvais  | PS     |                     |
| 2005-                                    | Annie Le Houérou | PS     | alcalde de Gwengamp |
| les dades anteriors no són pas conegudes |                  |        |                     |
|                                          |                  |        |                     |